# Liste der Bodendenkmale in Wiefelstede
In der Liste der Bodendenkmale in Wiefelstede sind die Bodendenkmale der niedersächsischen Gemeinde Wiefelstede aufgeführt. Die Quelle ist der Denkmalatlas Niedersachsen. 

Wiefelstede im Landkreis Ammerland

Der Stand der Liste ist der 25. Januar 2025.

## Allgemein
In den Spalten finden sich folgende Informationen des Bodendenkmales:
| Lage         | geographische Koordinaten                                                           |
| Bezeichnung  | Bezeichnung lt. Denkmalatlas                                                        |
| Beschreibung | Beschreibung lt. Denkmalatlas                                                       |
| ID           | Objekt-ID                                                                           |
| Bild         | Bild, ggf. zusätzlich mit Link zu weiteren Fotos im Medienarchiv Wikimedia Commons. |

## Wiefelstede
| Lage                       | Bezeichnung                           | Beschreibung | ID       | Bild           |
| -------------------------- | ------------------------------------- | --- | -------- | -------------- |
| 53° 14′ 10″ N, 8° 10′ 4″ O | Wiefelstede 1, Grabhügel              | Durchmesser ca. 11 m und Höhe ca. 1 m. Nordwestliches Drittel abgegraben, mittlere Drittel durch Einbau eines Kartoffelkellers aus Backstein stark beeinträchtigt. | 28956841 | BW             |
| 53° 14′ 17″ N, 8° 9′ 32″ O | Wiefelstede 6, Bokelerburg            | Reste der Bokeler Burg. Eine teilweise zerstörte Ringwallanlage mit doppeltem Wall und Graben. Ursprünglich war sie rund bis schwach oval. Die Innenfläche hatte eine Größe von ca. 55 × 65 m. Mehrfach archäologisch untersucht. Eine im 9. und 10. Jh. aufgesuchte Ringwallanlage mit sporadischer Nutzung bis ins 11. Jh. Es sind keine Schriftquellen bekannt, die sich auf diese Anlage beziehen ließen. Sie wurde ab dem 17. Jh., wahrscheinlich auch schon früher, als Thingplatz des Gogerichtes für die Kirchspiele Wiefelstede und Rastede genutzt, deren Grenze genau über die Anlage läuft. | 28956858 | Weitere Bilder |
| 53° 19′ 41″ N, 8° 3′ 55″ O | Wiefelstede 18, Burg Conneforde       | Im Gelände sind nach wie vor 0,1 – 0,2 m hohe Geländeunterschiede gut erkennbar, die zur direkt an die Wapel südlich anschließenden Kernburg gehören, die ein Rechteck von 60 × 60 m bildete. Sie wird umgeben von einem doppelten Ringwall und einem dreifachen Ringgraben, die sich vor allem im Westen und Süden erhalten haben. Die an der Wapel liegende Burg wurde 1337 erstmals urkundlich erwähnt. Sie entstand während der Fehde zwischen den Rüstringern und den Oldenburger Grafen und wurde wohl um 1330 unter Graf Konrad I von Oldenburg erbaut. Gemäß des Friedensschlusses vom Aschwerdergroven 1337 sollte sie binnen zweier Jahre niedergerissen werden. Dies unterblieb aber offensichtlich. Anfang des 15. Jhs. rüstete Graf Dietrich von Oldenburg die Anlage noch einmal auf, aber schon ab 1462 mit dem Bau der Neuenburg verlor Conneforde an Bedeutung. 1577 war sie abgegangen. | 37676579 | BW             |
| 53° 17′ 12″ N, 8° 5′ 27″ O | Wiefelstede 21, Grabhügel             | Größe ca. 20 × 19 m und Höhe ca. 1,6 m. | 28956845 | BW             |
| 53° 16′ 53″ N, 8° 6′ 48″ O | Wiefelstede 25, Grabhügel             | Durchmesser ca. 21 m und Höhe ca. 2,2 m, im Südosten abgegraben. | 28956847 | BW             |
| 53° 16′ 54″ N, 8° 6′ 43″ O | Wiefelstede 28, Grabhügel             | Durchmesser ca. 6 m und Höhe ca. 0,3 m, die westlichen zwei Drittel abgepflügt, über den verbliebenen Rest verläuft ein Knick. | 28956850 | BW             |
| 53° 12′ 57″ N, 8° 3′ 38″ O | Wiefelstede 59, Wölbacker             | Die Fläche ist 1,1 ha groß und unregelmäßig geformt. Neun im Norden teilweise planierte Ackerbeete von ca. 100 m Länge (Ost-West) und 12 m Breite. Im Norden, Westen und Süden ist noch die Wallhecke erhalten, die den Acker ursprünglich komplett umgeben hat. Bei einer Sondagegrabung 1961 durch D. Zoller konnte der Aufbau des Wölbackerfeldes dokumentiert werden. Eine dabei aufgefundene Scherben aus dem 14. Jh. kann auch sekundär verlagert sein. | 28956993 | BW             |
| 53° 13′ 8″ N, 8° 3′ 18″ O  | Wiefelstede 71, Burg Horn             | Die Burg war von einem trapezförmig verlaufenden Graben umgeben. Dieser wurde von dem Bach Aue mit Wasser gespeist. Auf der Innenseite des Grabens verlief ein Wall. Die Grabungen durch D. Zoller ergaben, dass innerhalb ein Gebäude vom sog. Niedersachsentyp stand. Auf der Südseite des Hauptgebäudes stand ein unterkellerter, quadratischer Speicher von 5,30 m Seitenlänge, der wiederum von einem 6 m breiten Wassergraben umgeben war. Speicher und Haus waren mit einem Steg verbunden. Der Zugang zur Burg erfolgte über eine Zugbrücke, die unmittelbar zum Eingangstor des Bauernhauses führte. Eine 1292 erwähnte Kapelle ist möglicherweise schon in der Reformationszeit wieder abgerissen worden. Die wassergefüllte Graft umgibt die Gebäude im Westen, Süden und Osten noch heute und ist 10 – 19 m breit.                                                                            | 37629703 | BW             |
| 53° 15′ 26″ N, 8° 8′ 42″ O | Wiefelstede 93, Grabhügel             | Durchmesser ca. 21 m und Höhe ca. 1,2, der Nordfuß von Knick überformt, im Südhang ein Loch, in das eine alte Blechtonne eingegraben wurde. | 28956852 | BW             |
| 53° 15′ 25″ N, 8° 8′ 43″ O | Wiefelstede 94, Grabhügel             | Durchmesser ca. 14 m und Höhe ca. 0,6, völlig unbeschädigt. | 28956853 | BW             |
| 53° 12′ 56″ N, 8° 6′ 42″ O | Wiefelstede 128, Befestigter Speicher | Zentrum der Anlage ist eine Insel von 15,7 × 14,3 m mit kaum überarbeiteter Innenfläche in deren Zentrum eine Kuhle, der Kellerraum (ca. 7 m im Quadrat, 0,4 m tief) des darüber errichteten hölzernen Speicherbaus, des nach D. Zoller sogenannten Bergfrieds. Im Norden und Süden ist ein flacher Wall am Rand der Insel festzustellen. Die ehemals wassergefüllte Graft misst 4,6 – 5 m in der Breite. Der Graft vorgelagert ist ein Wall mit einer Basisbreite von ca. 4 m und einer Höhe von 0,3 – 0,5 m. Diesem vorgelagert an der Westseite und am Westeck eine weitere Graft von 5,4 m Breite. | 49183034 | BW             |